# Utupua
Utupua, auch Tapoua oder Lord Edgecombe Island, ist eine Insel der Santa-Cruz-Inseln des Inselstaats der Salomonen. Die 378 Meter hohe Insel liegt zwischen Vanikoro und Santa Cruz. Die Insel ist vollständig von einem Korallenriff umgeben.
2009 lebten 1168 Menschen auf Utupua, die sich auf verschiedene kleine Dörfer verteilten. Die wichtigsten Dörfer sind Nembao (Hauptort, an der Nordseite der Einfahrt des Basilisk Harbour im Westen der Insel gelegen), Avita, Malombo, Tanimbili (Tanabili), Apakho (Apakhö) und Asimboa. Administrativ gehört die Insel zur Provinz Temotu.
Utupua ist eine von nur drei Inseln, auf der noch die Santa-Cruz-Taube vorkommt, eine Taubenart, die von der IUCN als stark gefährdet eingeordnet wird.

## Geschichte
Die erste Sichtung durch Europäer erfolgte im September 1595 durch die zweite spanische Expedition von Álvaro de Mendaña. Genauer gesagt wurde es von Lorenzo Barreto gesichtet, als er das Kommando über eines der kleineren Schiffe auf einer lokalen Reise um die damals Santa Cruz genannte Insel hatte, die heute die Nendö-Insel ist.
Laut Youtuber Luke Korns wird auf Utapua immer noch ein traditionelles System verwendet, bei dem alle Bewohner ihr Eigentum teilen, anstatt ein Tausch- oder Geldsystem zu verwenden.

## Belege
1. ↑  Factsheet auf BirdLife International
2. ↑  Sharp, Andrew The discovery of the Pacific Islands Oxford, 1960, S. 52–55.
3. ↑  Brand, Donald D. The Pacific Basin: A History of its Geographical Explorations The American Geographical Society, New York, 1967, S. 136.
4. ↑  I Visited the Island that Capitalism Never Reached (no money used hier). In: Youtube.com. Abgerufen am 19. Juni 2024.